# Editorial Zig-Zag
Zig-Zag es una editorial chilena fundada en 1905. Fue una de las editoriales más importantes de su país a lo largo de todo el siglo XX.
Entre las numerosas revistas que publicó, además de las dos citadas, figuran el famoso semanario ilustrado para niños, El Peneca (1908- 1960), la deportiva Los Sports (1923-1931), la de historietas Okey (1949-1965).

## Historia

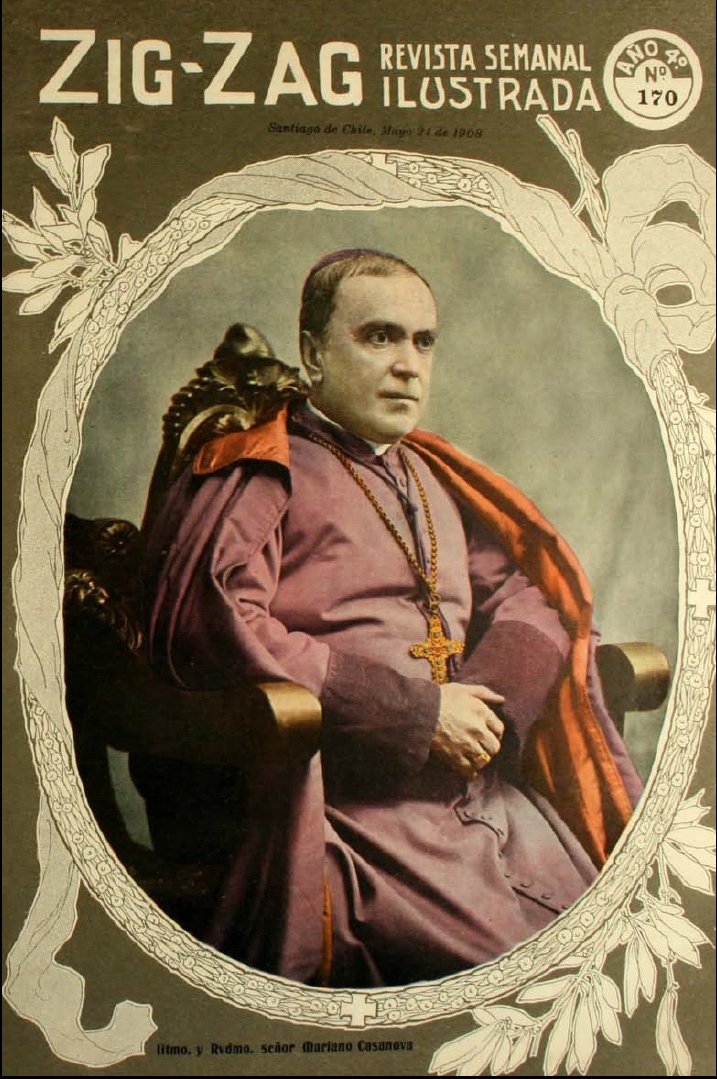
Mariano Casanova en la portada de la revista Zig-Zag en 1908.

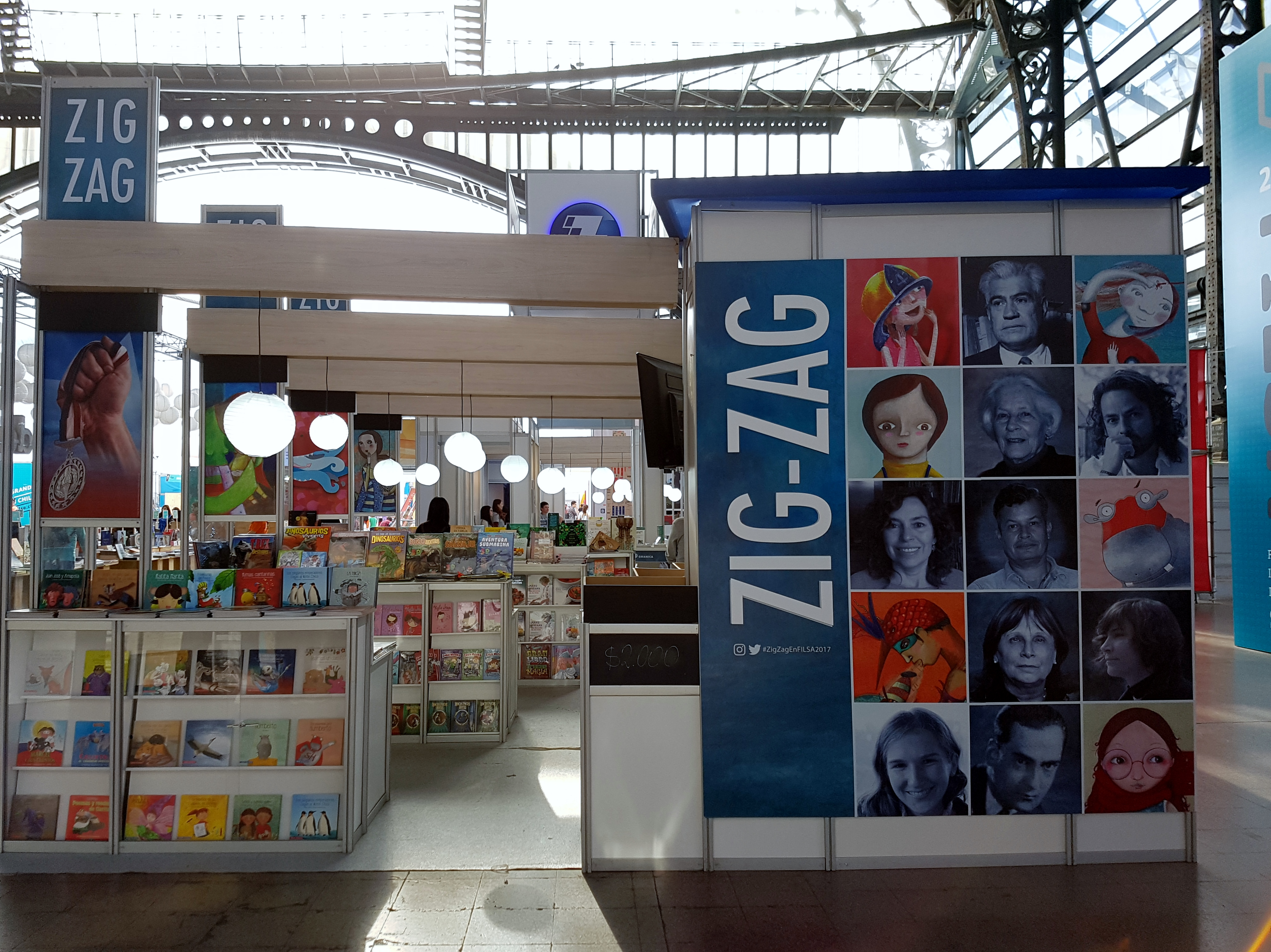
Stand de la Editorial Zig-Zag en la Feria Internacional del Libro de Santiago de Chile, año 2017.

La revista fue fundada en 1905 por Agustín Edwards Mac-Clure, fundador a su vez del periódico El Mercurio y creador de la revista Zig-Zag, y por Gustavo Helfmann, fundador de la revista Sucesos y dueño de la imprenta Universo.
Destacan entre sus autores grandes representantes de la literatura chilena como Manuel Rojas, Alicia Morel, Ana María Güiraldes, Floridor Pérez, Saúl Schkolnik, Hernán del Solar, Jorge Inostrosa, Isidora Aguirre, Daniel Barros Grez, María Luisa Bombal, y Clara Solovera.
En marzo de 1971, el Gobierno de Salvador Allende, en el marco de un proyecto de «democracia educacional», compró la editorial, que pasó a llamarse Editora Nacional Quimantú. Tras el Golpe de Estado en Chile de 1973 encabezado por el dictador Augusto Pinochet que derrocó al presidente socialista Salvador Allende, fue adquirida por la estatal Corporación de Fomento de la Producción, que la transformó en la Empresa Editora Nacional Gabriela Mistral (desapareció en 1982, cuando quebró y sus maquinarias se vendieron a precio de remate). En noviembre de 1973, después del golpe militar, Zig-Zag reapareció con una propuesta encauzada a la publicación de textos educativos.
Ya en el siglo XXI, la editorial Zig-Zag es parte del Grupo Educaria. Además de publicar literatura de ficción, se dedica a la edición de textos escolares, libros complementario, de apoyo escolar y docente; se encarga también de la distribución de más de cincuenta editoriales extranjeras de diversas temáticas.